# 일본영이기

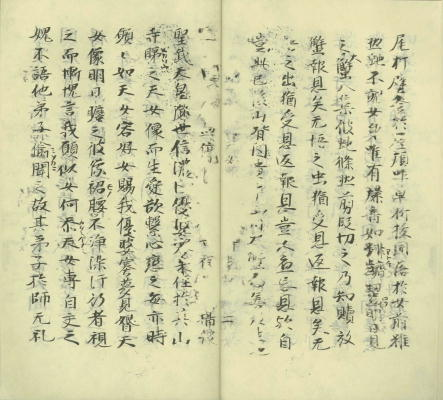

일본현보선악영이기(日本現報善悪霊異記), 또는 일본국현보선악영이기(日本国現報善悪霊異記)는 일본 헤이안 시대(平安時代) 초기의 서적으로, 일본에 전해지는 가장 오래된 설화집으로써 일본영이기(日本霊異記)라는 약칭으로 불리는 경우가 많다. 저자는 교카이(景戒). 상 ・ 중 ・ 하의 3권 구성. 변칙적인 한문(漢文)으로 표기되었다.

## 성립 사정과 설화의 배경
성립 년도는 확실하지 않지만, 서문과 본문의 기술에서 고닌(弘仁) 13년(822년)으로 보는 설이 있다. 저자 교카이는 나라(奈良) 우쿄(右京)의 야쿠시지(薬師寺)의 승려로, 하권제38에 자서전을 두어 처자들과 함께 속세에 살고 있다는 기록을 남겨 두어, 국가의 허락을 받지 않은 사도승(私度僧)에 대해서도 호의적인 태도를 보여, 자신도 젊었을 때는 사도승이었다가 후에 야쿠시지에서 관승(官僧)이 되었다고 적고 있다. 그의 출생지는 기이국(紀伊国) 나구사 군(名草郡)으로 알려졌다.

## 설화의 무대와 세상
상권에 35개, 중권에 42개, 하권에 39개의 이야기를 수록, 모두 116개의 이야기를 담고 있다. 각각의 이야기의 시대 배경은 나라 시대(奈良時代)가 많으며, 가장 오래된 것이 유랴쿠 천황(雄略天皇) 무렵의 것이다.
공간 배경은 일본 동쪽으로 가즈사국(上総国), 서쪽으로 히고국(肥後国)에 걸치는, 당시로써는 몹시 넓은 범위에 걸쳐 있다. 그 가운데에는 기나이(畿内)와 주변 구니가 많고, 특히 기이 국이 많다. 교기(行基)와 그 붕당이 민간포교와 사회사업을 실천하기 위해 전국을 누빈 지역과 중복되는 경우가 적지 않다. 또한 먼 구니의 이야기에는 기이 씨(紀伊氏) ･ 오토모 씨(大伴氏) 일족의 세력권이나 기시 씨(吉士氏)의 세력권이었던 기이(紀伊) ･ 오사카 만(大阪湾) 연안 및 당시 일본 조정의 사민 및 개척 대상지였던 도고쿠(東国)와 결부되어 있는 것으로 확인된다. 등장 인물은 서민이나 하급 관인에서 귀족, 황족에 걸치며, 승려도 저명한 고승에서 비천한 탁발승까지 다양하다.
설화 자체는 사실을 전한다고 볼 수만은 없지만, 그 주제를 둘러싼 배경, 설정은 당시의 시대상을 여실히 알려주고 있다. 밭에 물 대는 문제로 싸우거나(상권 제3), 훔친 물건을 저자에 내다 파는 도둑(상권제34, 제35, 하권제27), 장기근무하는 사키비토(防人)의 부담(중권제3), 관에서 경영하는 광산을 고쿠시(国司)가 인부를 시켜 파기도 하고(하권제13), 부랑인을 수색해 세금을 거두는 관리(하권제14), 저울이나 자를 쓰면서 그 눈금을 속이는(하권제20, 제26) 등이 있다. 또한 성애(性愛)를 취급하는 설화도 수록하여, 아들을 사랑한 나머지 펠라티오를 해주기까지 하던 어머니가 임종 무렵에 「나는 오늘 이후 다시 태어나게 되면, 후세에도 늘 너와 부부가 될 것이다」라는 말을 남기고, 죽어 이웃집의 딸로 환생해 아들과 결혼하였다는 기담도 수록하고 있다(중권제41).

## 설화의 주제와 사상
편찬 목적에 대해서는 기적이나 괴이에 대한 이야기가 많다. 일본영이기의 설화는 선악은 반드시 그 응보를 받으며 그 응보는 현세를 사는 동안, 혹은 내세에 치르는 경우도 있고, 지옥에서 응보를 받는 경우도 있다. 설화 대부분은 크게 선을 행한 자는 좋은 응보를 받고 악을 저지른 자는 악업의 응보를 받는다는 두 개의 갈래로 나뉘지만, 일부는 선악과 직접적으로 관련이 없는 괴이할 뿐인 이야기도 있다.
불상과 승려는 존중의 대상이다. 선행에는 보시(布施), 방생회(放生會)가 가장 많이 서술되어 있고, 사경(寫經)이나 신심에 대한 것도 많다. 악사(悪事)로는 살인이나 도둑질 외에 동물을 살생하는 것도 포함되었다. 사냥이나 고기잡이는 생업이라도 가차없다. 특히 악업을 행하는 경우에는 중을 해치거나 모욕한 것도 있다.
윤회전생이 주제가 되는 설화도 많다. 설화 가운데는 동물이 인간적인 감정이나 사고를 갖고 표현하는 이야기도 많고, 인간이 전생의 악업 때문에 소로 환생했다는 이야기도 있다.

## 여러 사본
일본영이기의 오래된 사본은 헤이안 중기의 고후쿠지(興福寺)본(상권뿐, 국보), 교토 나이에이인(来迎院)본(중 ・ 하권, 국보), 진푸쿠지(真福寺)본(대수관음大須観音 보생원宝生院 소장, 중 ・ 하권, 일본중요문화재), 마에다(前田) 집안 소장본(하권, 중요문화재), 금강삼매원(金剛三昧院)소장본(고야산본高野山本, 상중하권) 등이 있는데, 고후쿠지본과 진푸쿠지본이 현행 일본영이기 교주본의 저본으로 사용되는 경우가 많다.

## 한국어 번역
한국에는 2011년 정천구가 번역, 《일본영이기》라는 제목으로 도서출판 CIR에서 발행하였다.

## 같이 보기
- 나가야 왕(長屋王)
- 일본 문학